# 1672 a tudományban
Az 1672. év a tudományban és a technikában.

## Események
- Giovanni Domenico Cassini felfedezi a Szaturnusz második legnagyobb holdját és Rheának nevezi el

## Halálozások
- július 3. – Francis Willughby angol ornitológus és ichthiológus (* 1635)
- november 19. – John Wilkins angol, anglikán lelkész, természettudós, író, matematikus, püspök (* 1614).
- (1672 vége vagy 1673 eleje) – Szemjon Ivanovics Gyezsnyov orosz tengerész, felfedező, Észak-Szibéria kutatója (* 1605)